# Campoplex lugens
Campoplex lugens là một loài tò vò trong họ Ichneumonidae.